# Lista de episódios de True Jackson, VP
Segue abaixo a lista de episódios da série de televisão estadunidense True Jackson, VP da Nickelodeon. Estreou em 8 de novembro de 2008 nos EUA e encerrou no dia 20 de agosto de 2011 com o quinto e último filme da série.

## Episódios
| Temporada | Temporada | Episódios | Exibição Original      | Exibição Original     | Exibição no Brasil   | Exibição no Brasil    |
| Temporada | Temporada | Episódios | Estreia de temporada   | Final de temporada    | Estreia de temporada | Final de temporada    |
| --------- | --------- | --------- | ---------------------- | --------------------- | -------------------- | --------------------- |
|           | 1         | 26        | 8 de novembro de 2008  | 24 de outubro de 2009 | 3 de agosto de 2009  | 30 de outubro de 2010 |
|           | 2         | 20        | 14 de novembro de 2009 | 7 de agosto de 2010   | 23 de agosto de 2010 | 20 de janeiro de 2011 |
|           | 3         | 14        | 11 de setembro de 2010 | 20 de agosto de 2011  | 6 de junho de 2011   | 8 de dezembro de 2011 |

## Elenco
| Nome             | Personagem      | N° de Episódios Presente | N° de Episódios Ausente |
| ---------------- | --------------- | ------------------------ | ----------------------- |
| Keke Palmer      | True Jackson    | 60                       | 0                       |
| Ashley Argota    | Lulu Jonhson    | 60                       | 0                       |
| Matt Shively     | Ryan Laserbeam  | 60                       | 0                       |
| Danielle Bisutti | Amanda Cantwell | 59                       | 1                       |
| Robbie Amell     | Jimmy Madigan   | 42                       | 18                      |
| Greg Proops      | Max Madigan     | 42                       | 18                      |
| Ron Butler       | Oscar           | 49                       | 11                      |

## Episódios

### 1º Temporada (2008-2009)
- A Temporada é composta por 26 episódios.
- Keke Palmer, Ashley Argota, Matt Shively, Danielle Bisutti e Ron Butler estão presentes em todos os episódios.
- Robbie Amell está presente em 9 episódios.
- Greg Proops está ausente em 6 episódios.

| #S    | #T    | Título do Episódio                                 | Diretor (es)       | Roteirista (s)                           | Datas originais de exibição                    | Código de Produção | Audiência (em milhões) |
| ----- | ----- | -------------------------------------------------- | ------------------ | ---------------------------------------- | ---------------------------------------------- | ------------------ | ---------------------- |
| 1     | 1     | "Piloto" "Pilot"                                   | Gary Halvorson     | Andy Gordon                              | 8 de novembro de 2008 3 de agosto de 2009      | 101                | 4.8                    |
| 2     | 2     | "Demitindo Lulu" Firing Lulu"                      | Roger Christiansen | Dan Kopelman                             | 15 de novembro de 2008 17 de agosto de 2009    | 102                | 4.2                    |
| 3     | 3     | "Pajeando Dakota" "Babysitting Dakota"             | Roger Christiansen | Steve Baldikoski Bryan Behar             | 22 de novembro de 2008 24 de agosto de 2009    | 103                | 3.7                    |
| 4     | 4     | "Ryan Sobre Rodas" "Ryan on Wheels"                | Gary Halvorson     | Bill Kunstler                            | 6 de dezembro de 2008 14 de setembro de 2009   | 108                | 3.6                    |
| 5     | 5     | "Contando a Amanda" Telling Amanda"                | Gary Halvorson     | Andy Gordon                              | 13 de dezembro de 2008 25 de dezembro de 2009  | 104                | N/A                    |
| 6     | 6     | "O Protótipo" The Prototype"                       | Joe Menendez       | Steve Joe & Greg Schaffer                | 3 de janeiro de 2009 29 de agosto de 2009      | 107                | 4.5                    |
| 7     | 7     | "O Reencontro" ReTRUEnion"                         | Gary Halvorson     | Sarah Jane Cunningham Suzie V. Freeman   | 17 de janeiro de 2009 7 de setembro de 2009    | 106                | 3.56                   |
| 8     | 8     | "Escolhendo a Islândia" True Takes Iceland"        | Gary Halvorson     | Andy Gordon                              | 25 de janeiro de 2009 10 de agosto de 2009     | 126                | N/A                    |
| 9     | 9     | "A Casamenteira" True Matchmaker"                  | Gary Halvorson     | Jason Kessler                            | 7 de fevereiro de 2009 31 de agosto de 2009    | 105                | 3.95                   |
| 10    | 10    | "O Rival" The Rival"                               | Gary Halvorson     | Dan Kopelman                             | 16 de fevereiro de 2009 28 de setembro de 2009 | 110                | 3.1                    |
| 11    | 11    | "Recesso da Companhia" Company Retreat"            | Brent Carpenter    | Andy Gordon                              | 28 de fevereiro de 2009 12 de outubro de 2009  | 112                | 2.85                   |
| 12    | 12    | "Pagando a Conta" Keeping Tabs"                    | Bob Koherr         | Sib Ventress                             | 7 de março de 2009 5 de outubro de 2009        | 111                | 4.4                    |
| 13    | 13    | "True no Tapete Vermelho" True The Red Carpet"     | Katy Garretson     | Dan Signer                               | 21 de março de 2009 21 de setembro de 2009     | 109                | 2.7                    |
| 14    | 14    | "A Troca" Switcheroo"                              | Eric Dean Seaton   | Sib Ventress                             | 11 de abril de 2009 11 de novembro de 2009     | 118                | 3.65                   |
| 15    | 15    | "A Espiã" True Intrige"                            | Jean Sagal         | Jason Kessler                            | 22 de abril de 2009 22 de abril de 2010        | 114                | N/A                    |
| 16    | 16    | "Amanda Contrata Pinky" Amanda Hires a Pinky"      | Katy Garretson     | Andy Gordon                              | 16 de maio de 2009 20 de novembro de 2009      | 115                | 3.8                    |
| 17    | 17    | "O Manequim do Max" Max Mannequin"                 | Gary Halvorson     | Tom Gammill & Max Pross                  | 13 de junho de 2009 10 de novembro de 2009     | 117                | N/A                    |
| 18    | 18    | " Assistente da True" True's New Assistant"        | Gary Halvorson     | Russ Woody                               | 27 de junho de 2009 11 de fevereiro de 2010    | 121                | N/A                    |
| 19    | 19    | "Festejando na festa de Mikey e Lulu" House Party" | Roger Christiansen | Linda Videtti Figueiredo                 | 11 de julho de 2009 13 de novembro de 2009     | 120                | 2.8                    |
| 20–21 | 20–21 | "De Volta as Aulas" Testing True"                  | Gary Halvorson     | Andy Gordon                              | 25 de julho de 2009 12 de agosto de 2010       | 124–125            | 3.0                    |
| 22    | 22    | "Semana de Moda" Fashion Week"                     | Gary Halvorson     | Andy Gordon & Dan Kopelman               | 19 de setembro de 2009 9 de novembro de 2009   | 116                | 2.8                    |
| 23    | 23    | "Apaixonite de True" True Crush"                   | Gary Halvorson     | Sarah Jane Cunningham & Suzie V. Freeman | 26 de setembro de 2009 19 de outubro de 2009   | 113                | 3.6                    |
| 24    | 24    | "O Figurão" The Hotshot"                           | Gary Halvorson     | Dan Kopelman                             | 3 de outubro de 2009 12 de fevereiro de 2010   | 122                | 2.8                    |
| 25    | 25    | "O Casamento de Max" The Wedding the Max"          | Bob Koherr         | Andy Gordon                              | 17 de outubro de 2009 12 de novembro de 2009   | 119                | N/A                    |
| 26    | 26    | "O Baile" The Dance"                               | Brent Carpenter    | Sarah Jane Cunningham & Suzie V. Freeman | 24 de outubro de 2009 30 de outubro de 2010    | 123                | N/A                    |

### 2ª Temporada (2009-2010)
- A Temporada é composta por 20 episódios.
- Keke Palmer, Ashley Argota e Matt Shively estão presentes em todos os episódios.
- Danielle Bisutti e Robbie Amell estão ausentes em 1 episódio.
- Greg Proops e Ron Butler estão ausentes 10 episódios.
- Muitos dizem que os episódios 47-60 pertencem a segunda temporada, mas de acordo com a Nickelodeon, estes episódios são da terceira temporada.

| #S    | #T    | Títulos                                                                                      | Roteirista(s)                          | Diretor(es)        | Datas Originais de Exibição                    | C.D.P.  | Audiência |
| ----- | ----- | -------------------------------------------------------------------------------------------- | -------------------------------------- | ------------------ | ---------------------------------------------- | ------- | --------- |
| 27    | 1     | ""O Show da True"" "True Concert"                                                            | Dan Kopelman                           | Gary Halvorson     | 14 de novembro de 2009 27 de agosto de 2010    | 204     | 3.8       |
| 28–29 | 2–3   | ""O Garoto Novo/O Pequeno Shakespeare"" "The New Kid/Little Shakespeare(Flirting With Fame)" | Sebastian Jones Sib Ventress           | Gary Halvorson     | 21 de novembro de 2009 23/24 de agosto de 2010 | 201-202 | 3.0       |
| 30    | 4     | ""O Desfile"" "True Parade"                                                                  | Andy Gordon                            | Gary Halvorson     | 12 de dezembro de 2009 24 de dezembro de 2010  | 210     | N/A       |
| 31    | 5     | ""O Clube de Teatro"" "True Drama"                                                           | Steve Joe                              | Roger Christiansen | 9 de janeiro de 2010 10 de setembro de 2010    | 211     | 3.3       |
| 32    | 6     | ""Meu Chefe Comeu Minha Lição"" "My Boss Ate My Homework"                                    | Diana Sproveri                         | Roger Christiansen | 16 de janeiro de 2010 25 de agosto de 2010     | 203     | N/A       |
| 33    | 7     | ""Os Coleguinhas"" "Little Buddies"                                                          | Sib Ventress                           | Adam Weissman      | 30 de janeiro de 2010 6 de fevereiro de 2011   | 208     | N/A       |
| 34    | 8     | ""True e Jimmy Apaixonados (Parte 1)"" "True Valentine"                                      | Sebastian Jones                        | Gary Halvorson     | 6 de fevereiro de 2010 6 de fevereiro de 2011  | 206     | N/A       |
| 35    | 9     | """True e Jimmy Apaixonados (Parte 2)"" "True Date"                                          | Steve Joe                              | Dennie Gordon      | 20 de fevereiro de 2010 6 de fevereiro de 2011 | 208     | N/A       |
| 36    | 10    | ""O Bibliotecário Fortão"" "The Hunky Librarian"                                             | Sarah Jane Cunningham Suzie V. Freeman | Roger Christiansen | 13 de março de 2010 7 de setembro de 2010      | 209     | N/A       |
| 37    | 11    | ""Salve o Snackleberry"" "Saving Snackleberry"                                               | Stacey Cantwell                        | Roger Christiansen | 20 de março de 2010 8 de setembro de 2010      | 213     | N/A       |
| 38    | 12    | ""A Festa do Pijama da True"" "Pajama Party"                                                 | Steve Joe                              | Gary Halvorson     | 3 de abril de 2010 23 de julho de 2010         | 207     | N/A       |
| 39    | 13    | ""O Presente da True"" "The Gift"                                                            | Andy Gordon                            | Roger Christiansen | 17 de abril de 2010 26 de agosto de 2010       | 205     | N/A       |
| 40    | 14    | ""True e a Realeza"" "True Royal"                                                            | Sarah Jane Cunningham Suzie V. Freeman | Roger Christiansen | 1 de maio de 2010 9 de setembro de 2010        | 214     | 3.7       |
| 41    | 15    | ""O Medo"" "True Fear"                                                                       | Sib Ventress                           | Gary Halvorson     | 8 de maio de 2010 30 de outubro de 2010        | 216     | N/A       |
| 42    | 16    | ""Sala de Reprovados"" "The Reject Room"                                                     | Dan Kopelman                           | Gary Halvorson     | 15 de maio de 2010 16 de novembro de 2010      | 215     | N/A       |
| 43–44 | 17–18 | ""True Vai a Paris"" "Trapped in Paris"                                                      | Andy Gordon                            | Gary Halvorson     | 22 de maio de 2010 20 de janeiro de 2011       | 218-219 | 3.4       |
| 45    | 19    | ""A Onda de Calor"" "Heatwave"                                                               | Steve Joe                              | Gregg Heschong     | 26 de junho de 2010 17 de janeiro, 2011        | 217     | N/A       |
| 46    | 20    | ""A Mágica"" "True Kiss"                                                                     | Andy Gordon                            | Alfonso Ribeiro    | 7 de agosto, 2010 18 de janeiro, 2011          | 220     | N/A       |

### 3ª temporada (2010-2011)
- A temporada constitui em 14 episódios.
- Esta temporada foi confirmada oficialmente por Keke Palmer em dezembro de 2009.
- Keke Palmer, Ashley Argota, Matt Shively, Danielle Bisutti e Robbie Amell, estão presentes em todos os episódios.
- Greg Proops e Ron Butler estão ausentes em alguns episódios.

| #S    | #T    | Títulos                                          | Diretor (es)           | Roteirista (s)                         | Datas originais de exibição                    | Código de Produção | Audiência (em milhões) |
| ----- | ----- | ------------------------------------------------ | ---------------------- | -------------------------------------- | ---------------------------------------------- | ------------------ | ---------------------- |
| 47    | 1     | ""A Sorte de Verdade"" "True Luck"               | Leonard R. Garner, Jr. | Steve Joe                              | 11 de setembro de 2010 6 de junho de 2011      | 221                | N/A                    |
| 48    | 2     | "A Quinta da Pegadinha" "The Fifth of Prankuary" | Sheldon Epps           | John Quaintance                        | 25 de setembro de 2010 16 de julho de 2011     | 224                | 2.1                    |
| 49    | 3     | ""Mad Rocks"" "Mad Rocks"                        | Shelley Jensen         | Sarah Jane Cunningham Suzie V. Freeman | 2 de outubro de 2010 27 de junho de 2011       | 222                | 3.5                    |
| 50    | 4     | ""O Segredo da True"" "True Secret"              | Roger Christiansen     | Sib Ventress                           | 9 de outubro de 2010 16 de julho de 2011       | 223                | N/A                    |
| 51    | 5     | ""Eleição de Classe"" "Class Election"           | Leonard R. Garner, Jr. | Andy Gordon                            | 16 de outubro de 2010 16 de julho de 2011      | 225                | N/A                    |
| 52    | 6     | ""O Teste de Motorista"" "True Drive"            | Leonard R. Garner, Jr. | Tiffany Zehnal                         | 6 de novembro de 2011 10 de setembro de 2011   | 226                | N/A                    |
| 53    | 7     | ""O Desastre da True"" "True Disaster"           | Sheldon Epps           | Sib Ventress                           | 13 de novembro de 2010 8 de dezembro de 2011   | 228                | 2.5                    |
| 54    | 8     | ""A Fama da True"" "True Fame"                   | Leonard R. Garner, Jr. | Manny Basanese                         | 5 de fevereiro de 2011 24 de setembro de 2011  | 227                | 3.1                    |
| 55    | 9     | "Viagem de Campo"" "Field Trip"                  | Barnet Kellman         | Steve Joe                              | 12 de fevereiro de 2011 7 de novembro de 2011  | 229                | 2.4                    |
| 56    | 10    | ""Diretor por um Dia"" "Principal for a Day"     | Gary Halvorson         | Dan Kopelman                           | 26 de fevereiro de 2012 21 de novembro de 2011 | 230                | 4.0                    |
| 57    | 11    | ""O Shopping da True"" "True Mall"               | Gary Halvorson         | Andy Gordon & Dan Kopelman             | 5 de março de 2011 14 de novembro de 2011      | 231                | N/A                    |
| 58    | 12    | ""Presos no Shopping"" "Ditch Day"               | Paul Lazarus           | Sebastian Jones                        | 19 de março de 2011 8 de dezembro de 2011      | 232                | 2.0                    |
| 59–60 | 13–14 | ""Mistério em Peru"" "Mystery in Peru"           | Gary Halvorson         | Andy Gordon                            | 20 de agosto de 2011 8 de dezembro de 2011     | 233–234            | 2.2                    |